# دیو گرین (اختر فیزیکدان)
دیو گرین (انگلیسی: Dave Green (astrophysicist)؛ زادهٔ ۱۹۵۹) یک اخترفیزیکدان اهل بریتانیا است.